# Championnat d'Italie de football 1907

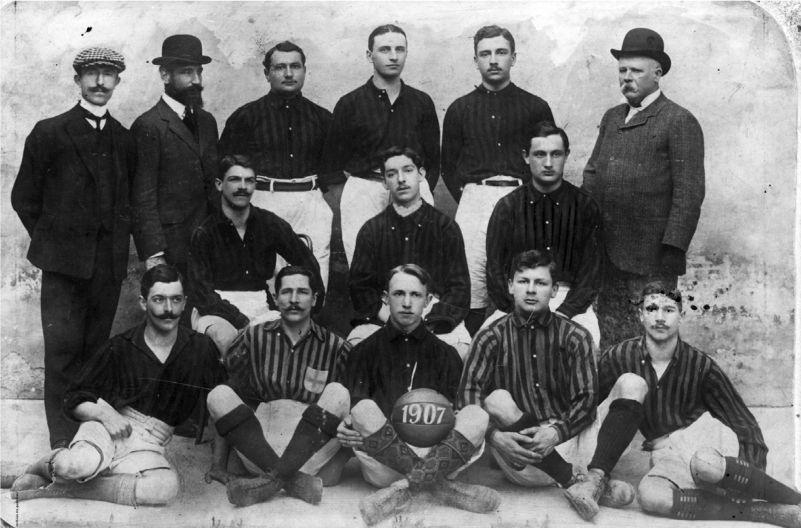
Photo de groupe des joueurs du champion Milan en 1907

Le Championnat d'Italie de football 1907 est la dixième édition du championnat d'Italie. Le Milan Cricket and Foot-Ball Club remporte son troisième titre de champion.

## Éliminatoires

### Ligurie
| dimanche 13 janvier 1907 | Genoa          | 1 - 1 | Andrea Doria   | Ponte Carrega, Gênes Arbitre : Recalcati |
| dimanche 13 janvier 1907 | Buteur inconnu |       | Buteur inconnu | Ponte Carrega, Gênes Arbitre : Recalcati |

| dimanche 3 février 1907 | Andrea Doria     | 3 - 1 | Genoa          | Gênes Arbitre : Camperio |
| dimanche 3 février 1907 | Buteurs inconnus |       | Buteur inconnu | Gênes Arbitre : Camperio |

Note : Originellement prévu le 27 janvier le match fut reporté à cause de la neige.

### Piémont
| dimanche 13 janvier 1907 | FBC Torino                          | 2 - 1 | FBC Juventus         | Velodromo Umberto I, Turin Arbitre : Pasteur |
| dimanche 13 janvier 1907 | Federico Ferrari Orsi Hans Kaempfer |       | Ernesto Borel (pen.) | Velodromo Umberto I, Turin Arbitre : Pasteur |

| dimanche 3 février 1907 | FBC Juventus         | 1 - 4 | FBC Torino    | Campo Piazza d'Armi, Turin Arbitre : Spensley |
| dimanche 3 février 1907 | Ernesto Borel (pen.) |       | Hans Kaempfer | Campo Piazza d'Armi, Turin Arbitre : Spensley |

Note : Originellement prévu le 27 janvier le match fut reporté à cause de la neige.

### Lombardie
| dimanche 13 janvier 1907 | Milan                                   | 6 - 0 | US Milanese | Campo di corso Monforte, Milan Arbitre : Sutter |
| dimanche 13 janvier 1907 | Herbert Kilpin Hans Imhoff Ernst Widmer |       |             | Campo di corso Monforte, Milan Arbitre : Sutter |

| dimanche 3 mars 1907 | US Milanese | 0 - 1               | Milan | Campo di via Comasina, Milan Arbitre : Bertinetti |
| dimanche 3 mars 1907 |             | Herbert Kilpin (5°) |       | Campo di via Comasina, Milan Arbitre : Bertinetti |

Note : Originellement prévu le 10 février le match fut reporté à cause de la neige.

## Phase nationale
| Date            | Lieu | Equipe 1     | Equipe 2     | Score           |
| 10 février 1907 | -    | Andrea Doria | FBC Torino   | 0-0             |
| 10 mars 1907    | -    | FBC Torino   | Milan        | 1-1             |
| 17 mars 1907    | -    | Milan        | Andrea Doria | 5-0             |
| 24 mars 1907    | -    | Milan        | FBC Torino   | 2-2             |
| 7 avril 1907    | -    | Andrea Doria | Milan        | 0-2             |
| 17 avril 1907   | -    | FBC Torino   | Andrea Doria | 2-0 par forfait |

|  |    | Classement final | Pt | G | V | N | D | B.p | B.c |
|  | -- | ---------------- | -- | - | - | - | - | --- | --- |
|  | 1. | Milan            | 6  | 4 | 2 | 2 | 0 | 10  | 3   |
|  | 2. | FBC Torino       | 5  | 4 | 1 | 3 | 0 | 5   | 3   |
|  | 3. | Andrea Doria     | 1  | 4 | 0 | 1 | 3 | 0   | 9   |

## Effectif du Milan Cricket and Foot-Ball Club
- Gerolamo Radice
- Andrea Meschia
- Guido Moda I
- Alfred Bosshard
- Attilio Trerè II
- Gian Guido Piazza
- Alessandro Trerè I
- Herbert Kilpin
- Ernst Widmer
- Hans Walter Imhoff
- Johann Ferdinand Mädler